# تلال شان

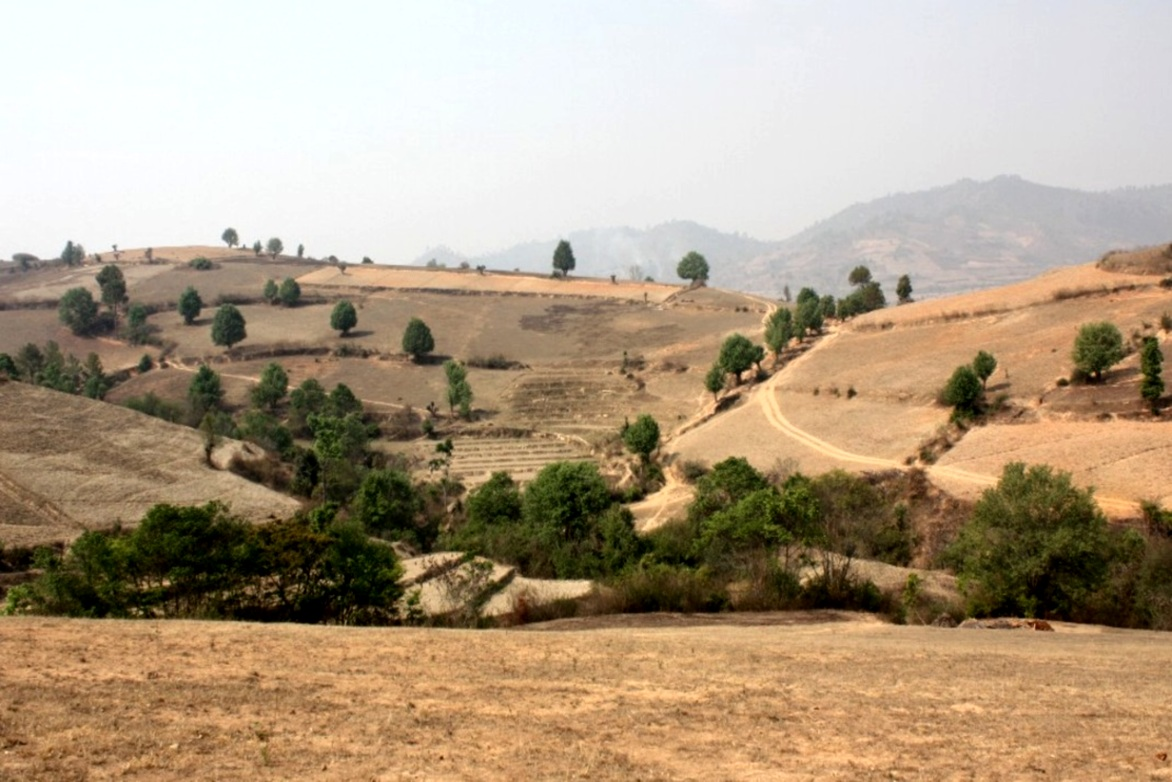
منظرغابة متصحرة في تلال شان بالقرب من كالا خلال موسم الجفاف.

تلال شان ((بالبورمية: ရှမ်းရိုးမ)‏, (بالتايلندية: ฉานโยมา)‏ تعرف أيضا باسم مرتفعات شان) هي منطقة جبلية واسعة تمتد من عبر يونان الصينية إلى ميانامار وتايلاند. المنطقة بأكملها تتكون من العديد من السلاسل الجبلية التي يفصلها غالبا لوديان ضيقة وعدد قليل الأحواض الواسعة التي تتوسط الجبال. السلاسل في المنطقة تمتد بطريقة بشكل محاذي يجلعها تتصل بالتلال السفحية من جبال الهيمالايا من الشمال الغربي الأبعد.